# Porter megye
Porter megye az Amerikai Egyesült Államokban, azon belül Indiana államban található. Megyeszékhelye Valparaiso, legnagyobb városa Portage. Lakosainak száma 173 215 fő (2020. április 1.).

## Szomszédos megyék
- LaPorte megye (kelet)
- Starke megye (délkelet)
- Jasper megye (dél)
- Lake megye (nyugat)
- Cook megye
- Berrien megye

## Népesség
A megye népességének változása:
| Lakosok száma | 164 512 | 165 520 | 165 681 | 166 557 | 167 688 | 173 215 |
|               | 2010    | 2011    | 2012    | 2013    | 2015    | 2020    |